# Giulio De Stefano
Giulio De Stefano (Castellammare di Stabia, 6 de maio de 1929 – Castellammare di Stabia, 19 de dezembro de 2023) foi um velejador italiano, medalhista olímpico. Ele competiu nos Jogos Olímpicos de Verão de 1960 na classe Dragon e conquistou a medalha de bronze a bordo do Venilia, ao lado de Antonio Cosentino e Antonio Ciciliano.

## Morte
Stefano morreu no dia 19 de dezembro de 2023, aos 94 anos.